# Хулінь
Хулінь (кит. спр. 虎林市, піньїнь: Hŭlín Shì) — прикордонне місто-повіт в китайській провінції Хейлунцзян, складова міста Цзісі.

## Географія
Хулінь розташовується на висоті близько 80 метрів над рівнем моря, лежить на річці Уссурі.

### Клімат
Місто знаходиться у зоні, котра характеризується вологим континентальним кліматом. Найтепліший місяць — липень із середньою температурою 21.5 °C. Найхолодніший місяць — січень, із середньою температурою -17.9 °С.
| Клімат Хуліня           | Клімат Хуліня | Клімат Хуліня | Клімат Хуліня | Клімат Хуліня | Клімат Хуліня | Клімат Хуліня | Клімат Хуліня | Клімат Хуліня | Клімат Хуліня | Клімат Хуліня | Клімат Хуліня | Клімат Хуліня | Клімат Хуліня |
| Показник                | Січ.          | Лют.          | Бер.          | Квіт.         | Трав.         | Черв.         | Лип.          | Серп.         | Вер.          | Жовт.         | Лист.         | Груд.         | Рік           |
| Середній максимум, °C   | −12,8         | −7,7          | 0,8           | 11,7          | 18,9          | 23,6          | 26            | 25,7          | 20,6          | 11,9          | −0,4          | −10           | 9             |
| Середня температура, °C | −17,9         | −13,1         | −4,3          | 5,9           | 13,1          | 18,4          | 21,5          | 21            | 14,9          | 6,2           | −5,3          | −14,9         | 3,8           |
| Середній мінімум, °C    | −22,4         | −18,4         | −9,2          | 0,7           | 7,6           | 13,6          | 17,4          | 17            | 9,7           | 1,2           | −9,7          | −19,3         | −1            |
| Норма опадів, мм        | 8.2           | 7.8           | 18.7          | 33.5          | 59.3          | 83.4          | 120           | 113.8         | 66.7          | 44.4          | 18            | 11.9          | 585.7         |
| Вологість повітря, %    | 71            | 68            | 63            | 61            | 64            | 74            | 81            | 81            | 75            | 66            | 66            | 71            | 70.1          |
| ----------------------- | ------------- | ------------- | ------------- | ------------- | ------------- | ------------- | ------------- | ------------- | ------------- | ------------- | ------------- | ------------- | ------------- |
| Джерело: data.cma.cn    |               |               |               |               |               |               |               |               |               |               |               |               |               |